# 笑顔をくれた君へ〜女医と道化師の挑戦〜
笑顔をくれた君へ〜女医と道化師の挑戦〜（えがおをくれたきみへ〜じょいとどうけしのちょうせん〜）は、2008年3月14日にフジテレビ系列の金曜プレステージ枠で放送されたテレビドラマである。視聴率は14.4%。

## 概要
経営危機を抱えながらも理想の小児科医療に情熱を注ぐ女医と、小児科病院での長期入院中の子供たちに笑顔を届けるプロ道化師との、活躍・苦闘を描いている。トヨタ自動車の1社単独提供であり、「金曜プレステージ」枠タイトルは付かず、TOYOTA“tomorrow”Specialと銘打たれた。
企画した吉田豪は、宮迫博之（雨上がり決死隊）の起用について「迷いや弱さを演じる点ではピカイチ」と評している。

## キャスト
- 櫻井多佳子（医療法人愛葉会櫻井小児病院院長・小児科医） - 常盤貴子[1]
- クラウンK（プロ道化師） - 宮迫博之（雨上がり決死隊）
- 木元貴美子 - 奥貫薫
- 山本健二（櫻井小児病院小児科医・多佳子の後輩） - 上地雄輔
- 向井勇司（入院患者） - 小林廉
- 向井節子（勇司の母） - 宮地雅子
- 木元美里（入院患者） - 加藤美月
- 栗田愛華（入院患者） - 赤池幸菜
- 小林正平（入院患者） - 佐々木陸
- 春日俊太（入院患者） - 三宅史
- 金屋達人（入院患者） - 新堀漣
- 保坂留美（入院患者） - 甲野優美
- 小宮山さやか（櫻井小児病院看護師） - ちすん
- 山田陽子（櫻井小児病院看護師） - 川田希
- 井出麻里 - 稲葉さゆり
- 中山ひろみ - 松下さら
- クラウンA（プロ道化師・クラウンKの先輩） - 笹野高史
- 酒井昭三（櫻井小児病院事務局長） - 金田明夫
- 大野勝彦（医療法人愛葉会幹部） - 佐野史郎
- 山際光代（櫻井小児病院看護師長） - 泉ピン子

## スタッフ
- 企画 - 吉田豪
- プロデューサー - 志村彰（The icon）
- プロデューサー補 - 高橋史典（The icon）、畑有紗（The icon）
- 原作 - 大棟耕介『ホスピタルクラウン』（サンクチュアリ出版）
- 脚本 - 相良敦子
- 監督 - 赤羽博
- 音楽 - 佐藤ひろのすけ
- スタント - 佐々木修平
- 技術協力 - オーエイギャザリング
- 美術協力 - KHKアート
- 編集・MA - バウムレーベン
- ロケ協力 - 国立病院機構箱根病院、小山町フィルムコミッション、パシフィックホスピタル、あらかわ遊園、パントマイム・アーティスト・カンパニー
- 協力 - プレジャー企画
- 制作 - フジテレビ、The icon

## 主題歌
- ENYA 『Anywhere Is』[2]